# Paro (Jorois, Södra Savolax, Finland)
Paro eller Paronjärvi är en sjö i Finland. Den ligger i kommunen Jorois i landskapet Södra Savolax, i den södra delen av landet, 270 km nordost om huvudstaden Helsingfors. Paro ligger 88 meter över havet. Den ligger vid sjön Sysmä. I omgivningarna runt Paro växer i huvudsak blandskog. Den är 9,02 meter djup. Arean är 5,23 kvadratkilometer och strandlinjen är 28,33 kilometer lång. Sjön  ingår i Vuoksens huvudavrinningsområde. 